# Barri de Vinallop
El Barri de Vinallop és un barri del municipi de Tortosa (Baix Ebre) inclòs en l'Inventari del Patrimoni Arquitectònic de Catalunya.

## Descripció
Barri de Tortosa situat al marge dret del riu Ebre, a 6 km de la carretera de Tortosa a Santa Bàrbara. Davant l'Illa de Vinallop. Té dos nuclis de poblament principals, un estructurat a banda i banda de la via del ferrocarril València-Barcelona, i l'altre vora la carretera. La resta és poblament disseminat en forma de masos, organitzat al voltant de les dues esmentades vies de comunicació. Es troba a una zona de regadiu, amb nombroses sínies, que determina el predomini del poblament disseminat. En origen la seva economia es basava en l'explotació agrícola, combinant el regadiu amb sectors de secà, especialment oliveres. Actualment l'activitat agrícola és compartida amb altres, ja que la majoria dels seus habitants treballen a Tortosa i es dediquen al treball del camp a temps parcial. Hi ha també explotacions ramaderes en granges.
Predominen les construccions exemptes on es combina l'ús com a habitatge amb el de magatzems i estables (aquests últims ja poc freqüents). Normalment el cos principal és de planta rectangular amb planta, un pis i golfes, i poden haver construccions laterals adossades de caràcter auxiliar. En els dos nuclis de poblament concentrat se segueix la disposició d'habitatges adossats alternada amb les construccions aïllades. L'estat de conservació del conjunt és mitjà.
L'església sufragània és dedicada a la divina Pastora. Edifici de planta rectangular força senzilla i coberta a dues vessants. La façana presenta només com a distintiu una fornícula sobre la porta d'accés i una petita espadanya com a remat.

## Història
Sembla que en origen el nucli era conegut com a Arenys, citat per primera vegada el 1158. Aquest nom apareix citat encara com a partida en documents del 1343. Aquest topònim fou substituït posteriorment pel de Vinallop, nom d'origen àrab. Aquest apareix citat ja en documents del 1188, amb variants com "Avinalob", "Avinalupo", etc. El nucli de poblament actual es creà a mitjan segle xix per la construcció de la via fèrria València-Barcelona. Hom pensava que aquesta creuaria el riu en aquest sector. Al no fer-ho, es va deturar el creixement del nucli. Tenia 301 ha el 1981 i 370 el 1984.